# 井口竜也
井口 竜也（いぐち たつや）は、元アマチュア野球選手（内野手）。

## 来歴・人物
武相高校で三塁手として出場し、1982年の夏の県大会の準々決勝に進むが、その準々決勝で高田誠らがいた法政二高校に敗れ、甲子園への出場を果たすことができなかった。高校同期に佐藤和弘がいた。
その年のドラフト会議で横浜大洋ホエールズから6位指名を受けたが入団を拒否し、日本鋼管に入社した。その後はチームがNKKとなった後も現役を続けた。
1987年に開催されたインターコンチネンタルカップの日本代表のメンバーにも選ばれた。
引退後は、少年野球での指導に当たった。